# Aeroportul Saint-Nazaire - Montoir
Aeroportul Saint-Nazaire - Montoir (IATA: SNR, ICAO: LFRZ) este un aeroport din Montoir-de-Bretagne, Loire-Atlantique, Pays de la Loire, Franța metropolitană, Franța ce deservește zona Saint-Nazaire. Aeroportul a fost tranzitat în 2022 de 6.859 de pasageri. A fost numit după zona deservită.
Situat la o altitudine de 4 m, aeroportul dispune de o singură pistă. Este operat de Vinci Airports⁠(d).

## Infrastructură

### Terminale
Aerogara are în componență 2 terminale, installation sportive de l'aéroport de Saint-Nazaire - Montoir⁠(d) și station météorologique de Saint-Nazaire - Montoir⁠(d). 